# Chlosyne brunhilda
Chlosyne brunhilda är en fjärilsart som beskrevs av Otto Staudinger. Chlosyne brunhilda ingår i släktet Chlosyne och familjen praktfjärilar. Inga underarter finns listade i Catalogue of Life.